# Vogelenbuurt (Utrecht)

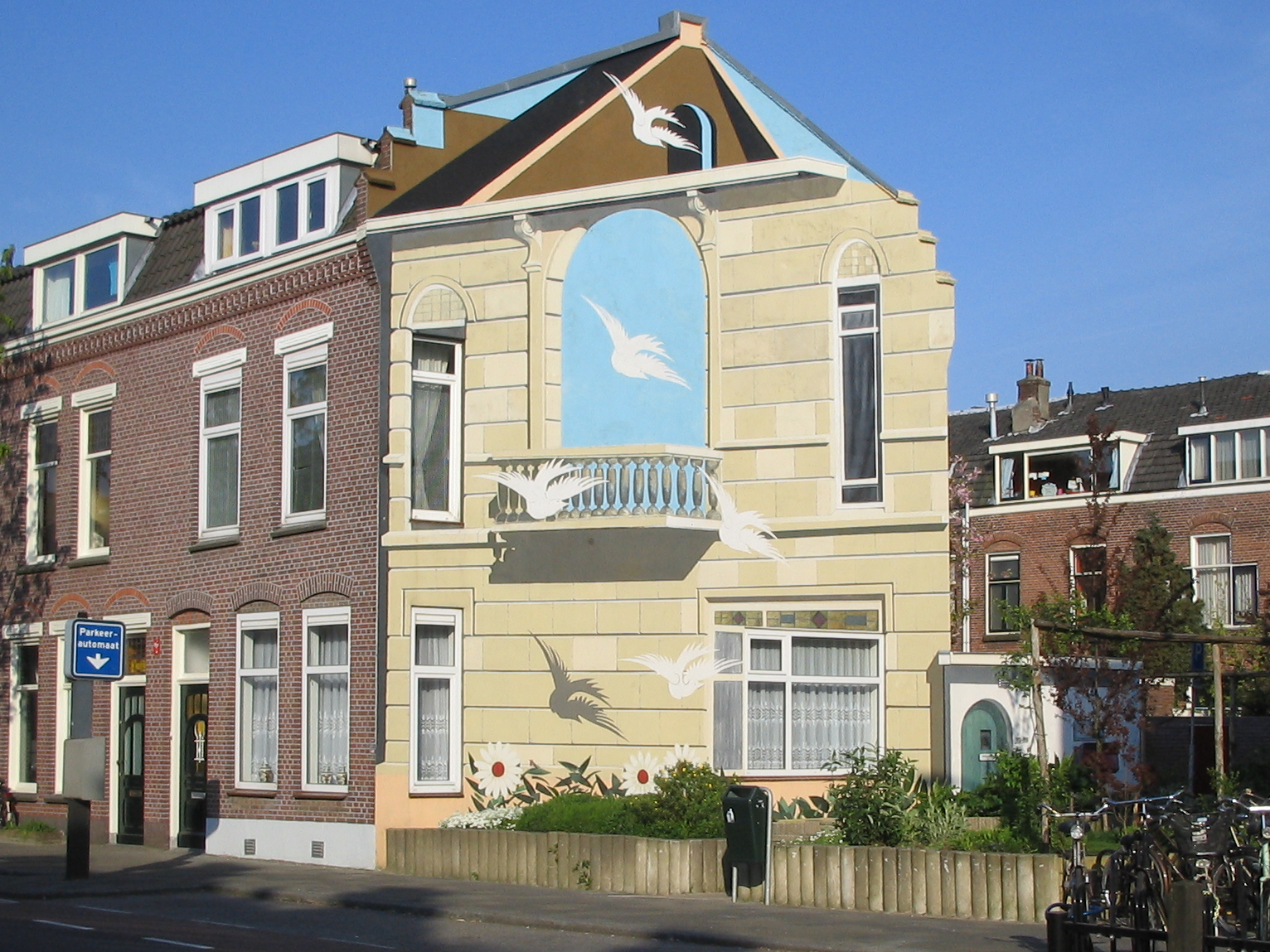
Muurschildering van Hans van der Plas in de Adelaarstraat

De Vogelenbuurt (voorheen Vogelenwijk) is een buurt in de wijk Noordoost in Utrecht, de hoofdstad van de Nederlandse provincie Utrecht. De buurt ligt naast het Griftpark. 
De Vogelenbuurt dankt zijn naam aan het feit dat bijna elke straat er naar een vogel genoemd is. Deze buurt wordt als kindvriendelijk ervaren en is geliefd als woonlocatie.

## Ligging
De Vogelenbuurt, gelegen in de subwijk Votulast, wordt in het zuiden begrensd door de Weerdsingel-Oostzijde, in het westen door de Hopakker en de Merelstraat, in het noorden door de Draaiweg met in het verlengde daarvan de Johannes de Bekastraat (tot 1910 Achter de Koekoek geheten), de Van ‘s Gravesandestraat en de Menno van Coehoornstraat, en in het oosten door de Van der Heijdenstraat en de Grietstraat.

## Geschiedenis
Het gebied van Vogelenbuurt, Tuinwijk en Tuindorp besloeg in de Middeleeuwen de polders Zeshoeven en Twaalfhoeven. De loop van de oude Vecht door dit gebied is tot op heden af te lezen aan de Koekoeksvaart en de waterlopen in het Griftpark. Ten behoeve van de afwatering van de veengronden werd bovendien de Veengracht gegraven. Deze liep langs de tegenwoordige Zaagmolenkade, door het Majoor Bosshardt-plantsoen via de Leonhard Fuchslaan om uit te komen in een wetering ter hoogte van de Prof. Jordanlaan. Vanwege zijn belang voor de turfvaart werd deze gracht het ‘Zwarte Water’ genoemd. In de omgeving stonden molens, watergebonden bedrijfjes en boerderijen zoals de zeventiende-eeuwse hoeve De Koekoek.
Toen Utrecht vanaf ca. 1850 buiten de vestingwerken kon gaan bouwen, vestigden zich op de singels vermogende burgers in grote villa’s met uitzicht op het water. De Vogelenbuurt was de eerste woonwijk die buiten de Stadsbuitengracht werd gerealiseerd en had een volstrekt ander karakter. Langs bestaande waterlopen en wegen als Hopakker en Draaiweg realiseerden particulieren hier grote series woningen. In 1865 kwam de Koekoekstraat gereed langs het traject van het vroegere Molenaarspad, dat de molens in dit gebied met de Biltsche Straatweg (Biltstraat) verbond. In 1907 waren de Nieuwe Koekoekstraat, Kievitstraat, Adelaarstraat en Havikstraat gerealiseerd. De molens waren intussen verdwenen, met uitzondering van de korenmolen Rijn en Zon waarin sinds 1996 een slagerij is gevestigd.
Dat voor Vogelenbuurt de bestaande gebiedsstructuur als uitgangspunt werd genomen, resulteerde in een sterke noordoostelijke oriëntatie van de buurt. De Koekoekstraat, met in het verlengde de Noorderbrug, vormde hier lange tijd de enige verbinding van het achterland met de binnenstad. In 1934 werd hieraan de Duifstraat toegevoegd. Een door Berlage en Holsboer bedachte verbindingsweg tussen de binnenstad en de subwijken/buurten ten noorden van de Vogelenbuurt, via de Merelstraat en de Hopakker, is er ondanks gedeeltelijke verbreding nooit gekomen.
De Vogelenbuurt heeft twee bekende Nederlanders voortgebracht. Acteur Rijk de Gooijer groeide op in de Adelaarstraat, waar zijn vader een bakkerszaak dreef. Herman van Veen is geboren in de Kievitdwarsstraat.